# Ciklama
Cikláma ali kokorik (znanstveno ime Cyclamen) je rod 20 vrst kritosemenk. Tradcionalno so jih uvrščali v družino Primulaceae (jegličevke), v zadnjih letih pa v družino Myrsinaceae (mirsinovke).